# 本郷高徳
本郷 高徳（ほんごう たかのり、1877年（明治10年） - 1949年（昭和24年））は、日本の造園家。造園学者。教育者。日比谷公園の設計、東京帝国大学、千葉高等園芸学校で後進の育成にあたった。

## 経歴
東京府東京市牛込区牛込河田町（現在の東京都新宿区河田町）生まれ。
1895年（明治28年）高等師範学校附属尋常中学校（現在の筑波大学附属中学校・高等学校）を卒業。1901年（明治34年）東京帝国大学農科大学林学実科卒業後、恩師本多静六（博士）の招きで林学教室の助手となる。日比谷公園建設事業に参画し造園を専攻するきっかけとなった。
助手時代にはそのはか琵琶湖周辺風景観光計画、佐渡全島計画、長野戸隠及び長野市周辺計画、諏訪湖周辺計画などにかかわり、徳島城跡の洋風公園計画や高松栗林公園の拡張計画にも関係し、また知名人の私邸の庭園設計をもてがけた。
1905年（明治38年）林学教室助手を辞して、ドイツ・ミュンヘン大学に留学。造林学を修めると同時に造園学及び西洋造園史の研究にはげみ、1910年（明治43年）林業経済学で博士号を得る。帰国後は農科大学林学実科の講師をつとめるほか、建築工芸叢誌に論説を発表しはじめている。
1913年（大正2年）から、千葉県立高等園芸学校（千葉大学園芸学部の前身）鏡保之助校長の招請によって最初の高等教育正科における庭園学の講義を開始する。これは週2時間で、美学基礎と建築概論を導入しながらの最新の造園学教育を行った。高等園芸時代の門弟には、その後同校で造園教育に尽力した森歓之助、宮内省営繕管財局工務部で宮庭造園工事を担当した楠岡梯二、東京市公園課の古参技師として課長井下清をサポートした相川要一、宮内省内匠寮技手から横浜市の初期公園担当責任者となった舘粲児などがいる。
1915年（大正4年）、明治神宮の造営事業に参画するため後任に田村剛を入れ、1917年（大正6年）教壇を去る。最盛期を迎えていた明治神宮御造営には、造営局参与本多博士の推薦で技師として活躍、1920年（大正9年）、11月の御鎮座儀式の際は高級技師の一人として参列している。また神宮外苑造成にも尽くす。
1920年（大正9年）、内務省都市計画東京地方委員会技師を兼任し、同年には庭園協会の設立に参画する。その他大正11年から終戦時まで、内務省神社局嘱託として国内外の神社神宮の林苑計画整備に尽力し、この方面の大家として造園叢書の中で「社寺の林苑」を公刊、1924年（大正13年）、東京高等造園学校（現在の東京農業大学地域環境科学部造園科学科）の創立には理事となり、社寺の林苑を講じたりした。